# Ashley Ellyllon
Ashley "Ellyllon" Jurgemeyer (ur. 30 lipca 1984 w Scottsdale w stanie Arizona) – amerykańska kompozytorka, pianistka i keyboardzistka. Absolwentka Arizona State University. Ashley Ellyllon znana jest przede wszystkim z występów w brytyjskim zespole blackmetalowym Cradle of Filth, którego była członkinią w latach 2009-2011. Wraz z zespołem nagrała wydany w 2010 roku album pt. Darkly, Darkly, Venus Aversa. Wcześniej grała w amerykańskim zespole Abigail Williams w którym z przerwami tworzyła od 2004 do 2013 roku.
Od 2008 roku gra w zespole Orbs, który utworzyła wraz z członkiem Between the Buried and Me - Danem Briggsem i Adamem Fisherem - członkiem Fear Before the March of Flames. 

## Dyskografia
Abigail Williams
- Legend (2006, Candlelight Records)[4]
- In the Shadow of a Thousand Suns (2008, Candlelight Records)[5]
- Becoming (2012, Candlelight Records)[6]

Cradle of Filth
- Darkly, Darkly, Venus Aversa (2010, Peaceville Records)[7]

Orbs
- Asleep Next to Science (2010, Equal Vision Records)

Carnifex
- Until I Feel Nothing (2011, Victory Records)[8]